# Jaume Mora Graupera
Jaume Mora Graupera és un metge i investigador català especialista en càncer pediàtric.
Jaume Mora en la seva infància i adolescència practicava gimnàstica esportiva, cosa que li va permetre adquirir una “capacitat de resistència a les adversitats”. Viu a l'estat de Catalunya, amb la seva família, la seva dona i dos fills.
És metge per la Universitat de Barcelona on va estudiar de 1984 a 1990. El 1991 va ingressar a l'Hospital General de Granollers i el 1992 a l'Hospital Universitari Vall d'Hebron on es va formar com a pediatre. El 1995 va ingressar a la facultat de Medicina a la Universitat Autònoma de Barcelona, per iniciar els seus estudis de doctorat, que va completar el 2003. Com a part de la seva formació el 1996 va ingressar a l'Hospital de la Universitat Cornell a Nova York on es va especialitzar en oncologia pediàtrica en el Memorial Sloan Kettering Cancer Center de Nova York.
Actualment, Jaume Mora és director del Laboratori de Recerca de Tumors del Desenvolupament de l'Hospital Sant Joan de Déu Barcelona i cap del Servei d'Oncologia Pediàtrica del mateix hospital.

## Perspectiva mèdica
Per a Jaume Mora, el tractament de l'oncologia pediàtrica requereix una sensibilització constant, acompanyada d'un cert nivell de fermesa. Ha comentat, recurrentment, que no és el resultat el que és gratificant per a ell com a metge, sinó el procés de tractaments i teràpies personalitzades amb cada pacient. Els treballs i recerques que ha desenvolupat sobre els tractaments factibles per al càncer han demostrat que la seva perspectiva mèdica sobre la responsabilitat de la família del pacient, de l'oncòleg i del pacient mateix han estat influenciats pel compromís, generositat i fortalesa del cercle familiar del pacient.
Un dels punts des d'on es distancia d'altres té a veure amb la forma en la qual concep la malaltia. Per a Jaume Mora, el càncer infantil és més aviat un càncer en desenvolupament. Sota el concepte de "càncer de desenvolupament" Mora interposa components d'edat -fins als 20 i en alguns casos fins als 25 anys- i també remet als pics en els quals un càncer es pot presentar en un infant donat el propi desenvolupament de creixement. Des d'aquesta visió, ell estableix que el càncer infantil és un tipus de malaltia rara que no té a veure amb el càncer dels adults, manifesta que és un error comparar-los perquè els tumors infantils són propis del desenvolupament i no tenen a veure amb agents externs ni amb estils de vida com els dels adults. Amb aquesta visió, el seu lideratge en l'adreça del laboratori on investiga amb altres especialistes, ha creat un estil propi que basa tots els seus efectes en la millora dels diagnòstics, pronòstics i tractaments dels pacients.

## Aportacions mèdiques

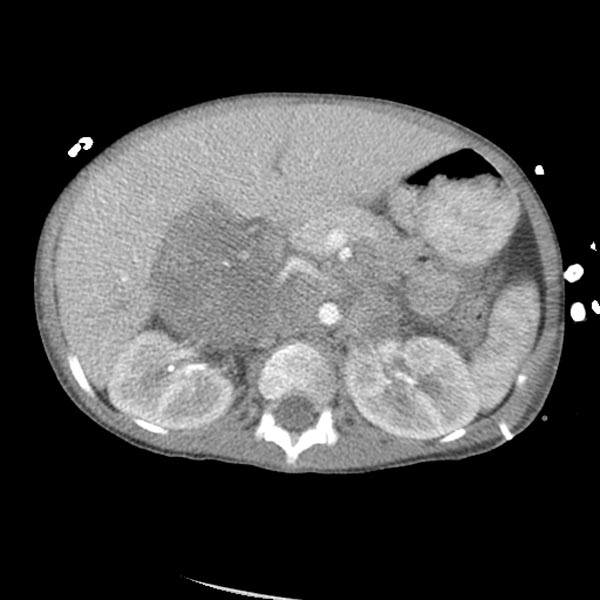
Neuroblastoma

El doctor Jaume Mora és coordinador d'un grup d'especialistes que, en conjunt, investiguen el càncer en desenvolupament. Han generat la seqüenciació completa del genoma del Sarcoma d'Ewing. En el plànol del neuroblastoma han aconseguit tenir la capacitat de predir el comportament del tumor, i desenvolupar un pla actiu que li permetrà al pacient una teràpia específica. D'igual manera, són el primer grup d'investigadors a dissenyar un model animal d'un tumor de tronc cerebral i han desenvolupat un tractament passiu; és a dir, sense radioteràpia, que permet guarir els gliomes de la medul·la espinal. En l'estiu de 2014 van aconseguir operar un tumor fins llavors inoperable donada la seva localització; complementant-se amb la tecnologia, el Dr. Jaume Mora i el seu equip van imprimir un model del tumor i el seu context en una impressora 3D que els va donar l'oportunitat d'assajar l'operació. Aquest exercici els va valer el coneixement suficient per poder operar al nen i extirpar-li el tumor.

## Èxit personal
Jaume Mora determina que l'èxit del seu grup d'investigadors i laboratori es deu a la relació entre laboratori-família, les quals segueixen involucrades a la institució encara després del tractament dels pacients, ja que això incentiva la passió grupal i personal respecte la valoració de la feina. El Dr. Mora diu que “el laboratori no pot estar lluny del pacient” sinó procurar una relació de confiança i suport a mesura que s'efectuen els tractaments respectius perquè en finalitzar les teràpies el suport que rep la família del pacient es veu reflectit en les aportacions de fons que fan possible la recerca.
Una altra clau d'èxit és la forma en la qual treballa: “Tenim un Comitè de tumors que es reuneix cada setmana des de fa 10 anys on es decideix en grup com i qui intervindran en cada procediment. Hem après a saber-nos escoltar i això és la clau de l'èxit.”